# Ectogoniella
Ectogoniella là một chi bướm đêm thuộc họ Erebidae.